# 仙波和之
仙波 和之（せんば かずゆき、1933年1月11日 - ）は、日本の俳優。東京都出身。

## 人物
身長177cm。体重77kg。血液型はB型。
かつては劇団葦、三光事務所、赤坂プロ、劇団俳優小劇場、今井事務所に所属していた。
本名は「仙波 一之」。別名に「千波 一之」、「千波 和之」がある。
趣味はスウィング・ジャズ鑑賞。

## 出演

### 映画
- 密告（たれこみ）（1968年） - 小野 役
- 危ない話（1989年）
- ゴジラシリーズ
  - ゴジラvsビオランテ（1989年） - 海上幕僚長 役[3]
  - ゴジラvsキングギドラ（1989年） - 統合幕僚会議議長 役[3]
  - ゴジラvsモスラ（1992年） - 統幕議長 役 ※ノンクレジット
- 人間交差点 不良（1993年） - 大久保繁 役
- 熱血ゴルフ倶楽部（1994年）
- 美味しんぼ（1996年） - 谷村文化部長 役
- キッズ・リターン（1996年） - ヤクザの親分 役
- うなぎ（1997年）
- 復讐 The Revenge 消えない傷痕（1997年） - 山野辺信一 役
- スカイハイ 劇場版（2003年）
- 新・極道三国志2 伊豆代理戦争勃発（2003年）
- ハリコマレ!（2004年）
- 一生の?お願い（2005年） - 飯山譲二 役
- 力道山（2006年） - 二所ノ山親方 役
- 相棒 -劇場版- 絶体絶命! 42.195km 東京ビッグシティマラソン（2008年）
- 少林老女（2008年） - 曽我部太郎 役
- 月下美人（2006年）
- 静かなるドン 新章（2009年）- 新鮮組二代目総長 近藤勇足 役
- 行きずりの街（2010年）
- ツレがうつになりまして。（2011年）
- 惑星ミズサ（2014年）
- Ai-Oi ※インターネットムービー

### テレビドラマ
NHK
- 連続テレビ小説 / 君の名は（1992年）
- 腕におぼえあり2（1992年） - 深見 役

日本テレビ
- ダイヤル110番（1961年）
- 東京バイパス指令 40話「殺しの相手は二億円」（1969年）
- 怪奇十三夜（1971年）
- 太陽にほえろ!
  - 第14話「そして拳銃に弾をこめた」（1972年） - 「アーティスト」マスター
  - 第57話「蒸発」（1973年） - 石岡輝次
  - 第91話「おれは刑事だ!」（1974年）
  - 第128話「夢見る人形たち」（1974年）
  - 第130話「鳩が呼んでいる」（1975年）
- 白い牙（1974年）
- 俺たちの勲章（1975年）
- 大都会 PARTII（1977年）
- 大追跡（1978年）
- 大都会 PARTIII（1978年）
- 火曜サスペンス劇場
  - 弁護士・朝日岳之助 第2作「有罪率99%の壁」（1990年）
  - 九門法律相談所 第4作「目撃者」（1995年） - 間宮 役
- 刑事貴族（1990年）
- 八百八町夢日記 第28話「見破られた次郎吉」（1991年） - 佐久間出羽守 役
- 警視庁鑑識班2004（2004年） - 黒川弥一 役
- 怪物（2013年）

TBS
- 鏡の中の真実（1962年）
- おかあさん 第2シリーズ（1964年）
- 泣いてたまるか（1967年）
- オレとシャム猫（1969年）
- キイハンター（1969年）
- フジ三太郎（1969年）
- なんたって18歳!（1972年）
- 隠し目付参上（1976年）
- 不毛地帯（1979年） - 峰竜二 役
- 名探偵・金田一耕助シリーズ（1986年）
- 私を騎手にして（1990年）
- トリカブト殺人事件 疑惑の女（1992年）
- 月曜ドラマスペシャル
  - 浅見光彦シリーズ 第6作「小樽殺人事件」（1996年） - 林田敏行 役
  - 湯けむり仲居純情日記6（1996年）
- 月曜ゴールデン
  - 名探偵キャサリン 第1作「ヘアデザイナー殺人事件」（1996年）
  - 探偵 左文字進 第8作「鶴富姫伝説の殺意」（2003年） - 青木 役
- 月曜ミステリー劇場
  - 内田康夫サスペンス 浅見光彦シリーズ19 「長崎殺人事件」（2004年） - 山岡庄次 役
  - 恋する京女将 音姫千尋の事件簿（2004年）
- 水戸黄門 第38部 第22話「俺の姉に手を出すな -小田原-」（2008年） - 春駒屋久兵衛 役

フジテレビ
- 第7の男（1965年）
- 忍者部隊月光（1965年） - マーキュラ幹部・M一号 役
- ゼロファイター（1969年）
- おらんだ左近事件帖（1972年）
- 江戸の旋風
  - 江戸の旋風（1975年）
  - 江戸の旋風II（1976年）
- 暁に斬る!（1982年）
- 裸の大将放浪記（1984年）
- 奇妙な出来事（1989年）
- 地上げてごらん!（1990年）
- 昭和16年の敗戦（1991年）
- 世にも奇妙な物語（1992年）
- 金曜エンタテイメント / 女優 夏木みどりシリーズ 第4作「悪女伝説殺人事件」（1992年）
- if もしも（1993年）
- バージンロード（1997年）
- ショムニ（1998年）
- 天童よしみの歌姫探偵 第1作「温泉カラオケ殺人事件」（2002年）
- CHANGE（2008年） - 中村勘 役

テレビ朝日
- 判決（1966年）
- 特別機動捜査隊（1969年）
- 新・日本任侠伝（1969年）
- 荒野の用心棒（1973年）
  - 第20話「城攻め必殺を狙って…」 - 番頭 役
  - 第38話「暗殺の兇弾は暁に炸裂して…」 - 河野甚左衛門 役
- 新・荒野の素浪人（1974年）
- 破れ傘刀舟悪人狩り
  - 第10話「三匹のカラス」（1974年） - 同心 役
  - 第46話「鞭を振る女」（1975年） - 大形軍八 役
  - 第73話「入れ墨の挽歌」（1976年） - 同心・矢部 役
  - 第82話「黄金地獄」（1976年） - 玄十郎 役
- 特捜最前線（1977年）
- 破れ奉行 第7話「復讐! 汐見橋の女」（1977年） - 松原以蔵 役
- 破れ新九郎 第12話「血風!帰らざる街道」（1978年） - 半蔵 役
- 鬼平犯科帳'81（1981年）
- 私鉄沿線97分署 第74話「テニスコートでお騒がせ!?」（1986年、国際放映） - 長尾支配人 役
- 土曜ワイド劇場
  - 殺意の終着駅（1987年）
  - 原教子の「二泊三日」の旅シリーズ 第3作「島めぐり豪華フェリー 花嫁ツアー殺人事件 鳥羽・伊勢志摩二泊三日の旅」（1988年）
  - 事件 第11作（2004年）
  - 山村美紗サスペンス（2008年）
- 火曜ミステリー劇場 / 西村京太郎スペシャル 十津川警部の反撃（1991年） - 大野 役
- スカイハイ（2003年）
- 相棒（2007年） - 小峰利夫
- 警視庁捜査一課9係（2010年） - 管理人

テレビ東京（東京12チャンネル）
- プレイガール（1970年）
- 日本怪談劇場 第11話「怪談・耳無し芳一」（1970年）
- 大江戸捜査網
  - 第147話「過去を秘めた謎の女」（1974年） - 藤蔵の子分　役
  - 第170話「小さな目撃者」（1974年） - 粂五郎 役
  - 第200話「暗殺者たちの罠」（1975年） - 深沢 役
  - 第221話「十手に賭ける遊女秘話」（1975年） - 堀田配下の旗本 役
  - 第293話「対決！忍者の掟」（1977年） - 矢田部 役
  - 第319話「罪なき父娘の絶唱」（1977年） - 原田 役
  - 第328話「悲恋！女賊の子守唄」（1978年） - 仲上 役
  - 第340話「遊女が秘めた一筋の涙」（1978年）
- 快傑ズバット 第31話「対決! 真犯人首領L?」・第32話「さらば斗いの日々、そして」（1977年） - 竜天丸 役
- お助け同心が行く! 第1話「その処刑待った!」（1993年）
- 炎の奉行 大岡越前守（1997年）
- 女と愛とミステリー（2003年）
- 水曜ミステリー9 / 信濃のコロンボ事件ファイル（2005年）

テレビ神奈川
- ドラマ 鉄道むすめ〜Girls be ambitious!〜（2008年） - 佐伯賢造 役

BS-i
- ケータイ刑事 銭形愛（2003年）

### テレビ番組
- 夜は胸きゅん（2007年）
- 経済ドキュメンタリードラマ ルビコンの決断（2009年）

### Vシネマ
- 悪い金儲け（1992年）
- 怨念 呪われた証券マン（1997年）
- 仁義 頂上編 エピソード1（2012年）

### 舞台
- 浮世の花びら
- 刀化粧
  - 新・刀化粧
- 沓掛時次郎
- 恋山彦
- シャボン玉とんだ宇宙までとんだ
- 人生劇場（1985年） - 寺兼 役
- 瀧の白糸
- 玉菊物語
- 父と呼べ
- 忠臣蔵
- 風流深川唄
- 幻ろさんじん
- 無法松の一生
- 夢千代日記
- 夜の鶴